# فرزانه توسلی
فرزانه توسلی (زاده ۲۹ دی ۱۳۶۵ در تهران) بازیکن فوتسال اهل ایران است؛ او هم‌اکنون دروازه‌بان تیم ملی فوتسال زنان ایران بوده و در هفدهمین دوره لیگ برتر فوتسال زنان، عضو تیم فوتسال زنان نصر فردیس کرج است.
توسلی یکی از بازیکنان نسل طلایی فوتسال زنان ایران به‌شمار می‌آید که موفق شدند دو دوره متوالی عنوان قهرمانی جام ملت‌های فوتسال زنان آسیا را برای ایران به ارمغان آوردند.
این فوتبالیست باتجربه و کهنه‌کار، در عرصه باشگاهی هم افتخارات پرشماری را به دست آورده و در افتخارات فردی هم توانسته بارها در جمع ترین‌های آسیا و جهان قرار گیرد.

## زندگی شخصی
وی دارای لیسانس تربیت‌بدنی است؛ به واسطه درخشش در درون دروازه تیم ملی فوتسال زنان ایران و هم‌چنین در عرصه باشگاهی، از فرزانه توسلی به عنوان «عقاب مؤنث آسیا» یاد می‌شود. توسلی علاقه شدیدی به باشگاه‌های پرسپولیس ایران و بایرن مونیخ آلمان دارد.
فرزانه توسلی دربارهٔ روزهای آغازین علاقه‌اش به ورزش می‌گوید: «از بچگی در کوچه و خیابان فوتبال را با برادران و پسر عموهایم شروع کردم تا اینکه در سال ۱۳۷۹ متوجه باشگاه فوتسال برای خانم‌ها شدم و به باشگاه مرغوبکار رفتم و با خانم بیات کارم را شروع کردم».
توسلی دربارهٔ کری‌خوانی‌اش با برادرش هم گفته: «برادرم عاشق فوتبال و استقلال بود و من هم پرسپولیسی به همین دلیل در همان بچگی فوتبال را پیگیری می‌کردم و کری‌های زیادی با هم داشتیم؛ همیشه مشغول بازی فوتبال بودیم، به همین دلیل شیشه‌های خانمان همیشه شکسته بود، البته در مدرسه هندبال هم بازی می‌کردم اما علاقه‌ام به فوتسال بیشتر بود.»
او علت حضورش در پست دروازه‌بانی، هم علاقه شدید به سبک بازی احمدرضا عابدزاده دانسته‌است؛ در این‌باره توسلی توضیح داده: «با پسرعمو و برادرم بازی می‌کردم و علاقه زیادی به بازی آقای عابدزاده داشتم و یکی از دلایلی که به سمت دروازه‌بانی کشیده شدم، ایشان بودند چون آن زمان‌ها بازی هم می‌کردند. از سال ۱۳۷۹ که فوتسال بانوان درست شد، من هم شروع کردم و از سال ۱۳۸۲ هم عضو تیم ملی بودم.»

## دوران بازیگری
یکی از معضلات فوتبال زنان و فوتسال زنان در ایران در ابتدای دهه ۸۰ این بود که زیرساخت‌های لازم برای فعالیت حرفه‌ای در رشته فوتسال وجود نداشت؛ در نخستین مرحله مسابقات فوتبال داخل سالن زنان باشگاه‌های دسته یک کشور در فروردین ۱۳۸۲، فرزانه توسلی کار خود را در این رشته آغاز کرد و اولین باشگاهی که با آن به صورت رسمی قراردادش را به امضا رساند، تیم فوتسال زنان استقلال جنوب دزفول بود.

### استقلال جنوب دزفول
توسلی در طول یکسال حضورش در این تیم توانست تجربه شیرین قهرمانی در لیگ برتر را به دست آورد و این‌گونه اولین جام قهرمانی در دوران فعالیت باشگاهی او به دست آمد؛ فرزانه توسلی در قهرمانی استقلال جنوب دزفول نقش پررنگی را داشت.

### راه‌آهن تهران
پس از جدایی از استقلال، تصمیم گرفت تا در تیم فوتسال زنان راه‌آهن تهران فعالیت باشگاهی خود را ادامه بدهد؛ عمر حضور توسلی در این تیم هم یکسال بود و او در یکسال حضورش در راه‌آهن هم توانست طعم شیرین قهرمانی در لیگ برتر فوتسال زنان ایران ۱۳۸۷ را بچشد.

### تجارت‌خانه بندرعباس
حضور شهرزاد مظفر در این تیم باعث شد تا ستارگان پرشماری از تیم ملی راهی تجارت‌خانه بندرعباس شوند؛ فرزانه توسلی دو فصل متوالی تجربه بازی در این تیم را دارد که در هر دو فصل حضورش با هدایت شهرزاد مظفر، تیم فوتسال زنان تجارت‌خانه بندرعباس موفق به قهرمانی در لیگ برتر فوتسال زنان ایران شد.

### ملی حفاری اهواز
پس از دو فصل حضور در تیم بندرعباسی، فرزانه توسلی تصمیم به جدایی گرفت و با امضای قراردادی رسماً به عضویت تیم فوتسال زنان ملی حفاری اهواز درآمد؛ در سال نخست حضور توسلی در ترکیب ملی حفاری، این تیم به عنوان سومی رقابت‌های لیگ برتر فوتسال زنان ایران ۱۳۹۰ رسید؛ اما با درخشش فرزانه توسلی برای دو فصل متوالی در سال‌های ۱۳۹۱ و ۱۳۹۲، تیم ملی حفاری اهواز موفق به قهرمانی در لیگ برتر فوتسال زنان ایران شد.

### دانشگاه آزاد تهران
بار دیگر حضور شهرزاد مظفر در رأس کادرفنی تیم فوتسال دانشگاه آزاد تهران باعث شد تا ستارگان فوتسال زنان ایران به این تیم کوچ کنند و فرزانه توسلی یکی از بازیکنانی بود که با این تیم به توافق رسید؛ در سال نخست همکاری با این تیم، تیم پرستاره دانشگاه آزاد موفق به قهرمانی در لیگ برتر فوتسال زنان ایران ۱۳۹۳ نشد و در جایگاه سوم ایستاد. اما در سال دوم، شاگردان مظفر اجازه قدرت‌نمایی به تیم فوتسال زنان ملی حفاری اهواز را ندادند و دانشگاه آزاد به عنوان قهرمانی لیگ برتر فوتسال زنان ایران ۱۳۹۴ دست پیدا کرد.
فرزانه توسلی یکسال دیگر هم به کار خود در جمع بازیکنان دانشگاه آزاد ادامه داد و در لیگ برتر فوتسال زنان ایران ۱۳۹۵ همراه با این تیم عنوان نایب قهرمانی لیگ را تجربه کرد، البته که به واسطه درخشش‌های توسلی در ترکیب دانشگاه آزاد، او از سوی سازمان لیگ به عنوان دروازه‌بان برتر فصل انتخاب شد.

### پالایش نفت آبادان
پس از سه فصل حضور در تیم فوتسال زنان دانشگاه آزاد تهران، فرزانه توسلی به پیشنهاد تیم فوتسال زنان پالایش نفت آبادان پاسخ مثبت داد و برای یک فصل با این تیم قراردادش را به امضا رساند؛ در همان یک فصل حضور توسلی در جمع آبادانی‌ها، او موفق هشتمین تجربه قهرمانی خود در لیگ برتر فوتسال زنان ایران را به دست آورد و تیم فوتسال زنان پالایش نفت آبادان با اختلاف سه امتیازی نسبت به تیم فوتسال زنان ملی حفاری اهواز موفق شد عنوان قهرمانی در لیگ برتر فوتسال زنان ایران ۱۳۹۶ را کسب نماید. پس از کسب قهرمانی، از سوی سازمان لیگ نام فرزانه توسلی به عنوان برترین دروازه‌بان سال برگزیده شد و در مراسم ترین‌های سال، مورد تجلیل و قدردانی قرار گرفت.

### نامی نو اصفهان
پس کسب عنوان قهرمانی همراه با پالایش نفت آبادان، فرزانه توسلی با تیم سپیدرود تهران قراردادش را به امضا رساند اما به واسطه مشکلات مالکیتی که گریبان‌گیر باشگاه سپیدرود شد، مالکیت این تیم واگذار شد و نامی نو اصفهان مسئولیت تیمداری را پذیرفت و در لیگ برتر فوتسال زنان ایران ۱۳۹۷ اعلام تیمداری کرد تا عملاً بازیکنانی که با سپیدرود قرارداد امضا کرده بودند، به تیم فوتسال زنان نامی نو اصفهان منتقل شوند. در این فصل، نامی نو که جمعی از ستارگان تیم ملی فوتسال زنان ایران را در اختیار داشت، موفق به کسب عنوان قهرمانی شد تا نهمین قهرمانی باشگاهی فرزانه توسلی این‌گونه به دست آید.
پس از کسب این قهرمانی، بیشتر ستارگان ملی‌پوش از نامی نو جدا شدند اما توسلی قراردادش را یکسال دیگر تمدید کرد اما در سال دوم حضورش در این تیم اصفهانی، نامی نو موفق به صعود به مرحله پلی‌آف نشد و در مرحله مقدماتی با حضور در جایگاه پنجم گروه اول به کار خود پایان داد.

### سایپا تهران
با پایان سال دوم قرارداد فرزانه توسلی با تیم فوتسال زنان نامی نو اصفهان، وی تصمیم گرفت تا تمدید دوباره انجام ندهد و با مدیران تیم فوتسال زنان سایپا تهران به توافق رسید تا در لیگ برتر فوتسال زنان ایران ۱۳۹۹ برای نارنجی‌پوشان پایتخت به میدان برود؛ تلاش سایپایی‌ها برای کسب عنوان قهرمانی نافرجام بود و آن‌ها به درخشش توسلی در درون دروازه، موفق به کسب جام نشدند و با عنوان نایب قهرمانی به کار خود در این دوره از رقابت‌ها پایان دادند.
پس از اتمام فصل و با توجه به مشکلات مالی باشگاه سایپا، فرزانه توسلی تصمیم به قطع همکاری گرفت و حاضر به تمدید قراردادش با خودروسازان نشد.

### نصر فردیس کرج
پس از عدم تمایل همکاری با تیم فوتسال زنان سایپا تهران بعد از اتمام قرارداد یکساله، توسلی با امضای قراردادی به تیم تازه لیگ برتری شده نصر فردیس کرج پیوست.

## بازی‌های ملی
یکی از بازیکنانی که پای ثابت اردوهای تیم ملی فوتسال زنان ایران به‌شمار می‌آید، بدون‌شک فرزانه توسلی است؛ او که از سال ۱۳۸۲ و پیش از آن‌که بخواهد به صورت حرفه‌ای فعالیت باشگاهی خود را کلید بزند، به عضویت تیم ملی درآمد، در سال‌های گذشته نقش کلیدی را در عرصه ملی ایفا کرده و در هر دو قهرمانی تیم ملی فوتسال زنان ایران در مسابقات جام ملت‌های فوتسال زنان آسیا درخشش فوق‌العاده‌ای داشت.
هم‌چنین توسلی تجربه حضور در تورنمنت داخل سالن آسیا به میزبانی کره جنوبی در سال ۲۰۱۲ را هم در کارنامه خود دارد که با نایب قهرمانی ملی‌پوشان ایران به پایان رسید؛ او در تورنمنت داخل سالن آسیا ۲۰۱۷ که به میزبانی ترکمنستان برگزار شد هم همراه تیم ملی بود که در آن تورنمنت عنوان سومی نصیب تیم ملی فوتسال زنان ایران شد.
در سال ۱۳۹۸ و در زمانی که مدیریت فنی تیم ملی فوتسال زنان ایران به علی رعدی رسید، او در اقدامی عجیب روی نام فرزانه توسلی و چند بازیکن مطرح دیگر تیم ملی خط قرمز کشید که با واکنش تند رسانه‌ها و پیشکسوتان فوتسال همراه شد.
البته که پس از پایان کار رعدی در تیم ملی، بار دیگر نام فرزانه توسلی به جمع ملی‌پوشان فوتسال زنان بازگشت و وی همچنان در عرصه ملی و در قامت دروازه‌بان شماره یک فعالیت دارد.
درخشش‌های فرزانه توسلی در خط دروازه تیم ملی در مسابقات جام ملت‌های آسیا و البته عرصه باشگاهی باعث شد تا او در سال‌های ۲۰۱۵، ۲۰۱۸ و ۲۰۱۹ کاندیدای کسب عنوان برترین دروازه‌بان سال فوتسال زنان جهان شود؛ توسلی در سال ۲۰۱۵ هفتمین دروازه‌بان برتر جهان شناخته شد و در سال‌های ۲۰۱۸ و ۲۰۱۹ به عنوان ششمین دروازه‌بان برتر جهان رسید.

## حضور در برنامه خندوانه
اعضای تیم ملی فوتسال زنان ایران که به تازگی قهرمان جام ملت‌های آسیا شده بودند، در اردیبهشت‌ماه ۱۳۹۷ میهمان برنامه خندوانه شدند؛ این برنامه که از شبکه نسیم صدا و سیمای جمهوری اسلامی ایران پخش می‌شد، در تاریخ ۲۷ اردیبهشت ۱۳۹۷ میزبان نسیمه غلامی، فرشته کریمی، فاطمه اعتدادی، فرزانه توسلی و طاهره مهدی پور بود.
از حواشی حضور در این برنامه می‌توان به اشک‌های فرزانه توسلی دروازه‌بان تیم ملی در زمان بیان خاطرات فوتسالی خود اشاره کرد.

## افتخارات

### باشگاهی
- قهرمانی در لیگ برتر فوتسال زنان ایران ۱۳۸۶ به همراه تیم استقلال جنوب دزفول
- قهرمانی در لیگ برتر فوتسال زنان ایران ۱۳۸۷ به همراه تیم راه‌آهن تهران
- قهرمانی در لیگ برتر فوتسال زنان ایران ۱۳۸۸ به همراه تیم تجارت‌خانه بندرعباس
- قهرمانی در لیگ برتر فوتسال زنان ایران ۱۳۸۹ به همراه تیم تجارت‌خانه بندرعباس
- قهرمانی در لیگ برتر فوتسال زنان ایران ۱۳۹۱ به همراه تیم ملی حفاری اهواز
- قهرمانی در لیگ برتر فوتسال زنان ایران ۱۳۹۲ به همراه تیم ملی حفاری اهواز
- قهرمانی در لیگ برتر فوتسال زنان ایران ۱۳۹۴ به همراه تیم دانشگاه آزاد تهران
- قهرمانی در لیگ برتر فوتسال زنان ایران ۱۳۹۶ به همراه تیم پالایش نفت آبادان
- قهرمانی در لیگ برتر فوتسال زنان ایران ۱۳۹۷ به همراه تیم نامی نو اصفهان
- قهرمانی در سوپرلیگ فوتسال زنان ایران ۱۴۰۱ به همراه تیم پیکان تهران

### ملی
- قهرمانی در مسابقات فوتسال پایتخت‌های کشورهای اسلامی و آسیایی (ایران ۲۰۰۵)
- قهرمانی در مسابقات فوتسال غرب آسیا (اردن ۲۰۰۸)
- نایب قهرمانی در مسابقات فوتسال زنان داخل سالن آسیا (کره جنوبی ۲۰۱۳)
- قهرمانی در جام ملت‌های فوتسال زنان آسیا (مالزی ۲۰۱۵)
- مقام سوم مسابقات فوتسال زنان داخل سالن آسیا (ترکمنستان ۲۰۱۷)
- قهرمانی در جام ملت‌های فوتسال زنان آسیا (تایلند ۲۰۱۸)
- قهرمانی در مسابقات آسیای مرکزی (تاجیکستان ۲۰۲۲) [۲۵]

### فردی
- بهترین دروازه‌بان لیگ برتر فوتسال زنان ایران ۱۳۸۷
- بهترین دروازه‌بان لیگ برتر فوتسال زنان ایران ۱۳۹۵
- بهترین دروازه‌بان لیگ برتر فوتسال زنان ایران ۱۳۹۷
- بهترین دروازه‌بان تورنمنت فوتسال زنان روسیه ۲۰۱۴
- بهترین دروازه‌بان جام ملت‌های فوتسال زنان آسیا (مالزی ۲۰۱۵)
- بهترین دروازه‌بان جام ملت‌های فوتسال زنان آسیا (تایلند ۲۰۱۸)
- هفتمین دروازه‌بان برتر جهان در سال ۲۰۱۵[۲۶]
- ششمین دروازه‌بان برتر جهان در سال ۲۰۱۸[۲۷]
- ششمین دروازه‌بان برتر جهان در سال ۲۰۱۹[۲۸]
- دومین دروازه‌بان برتر جهان در سال 2023[۲۹]